# 穆斯蒂奥庄园

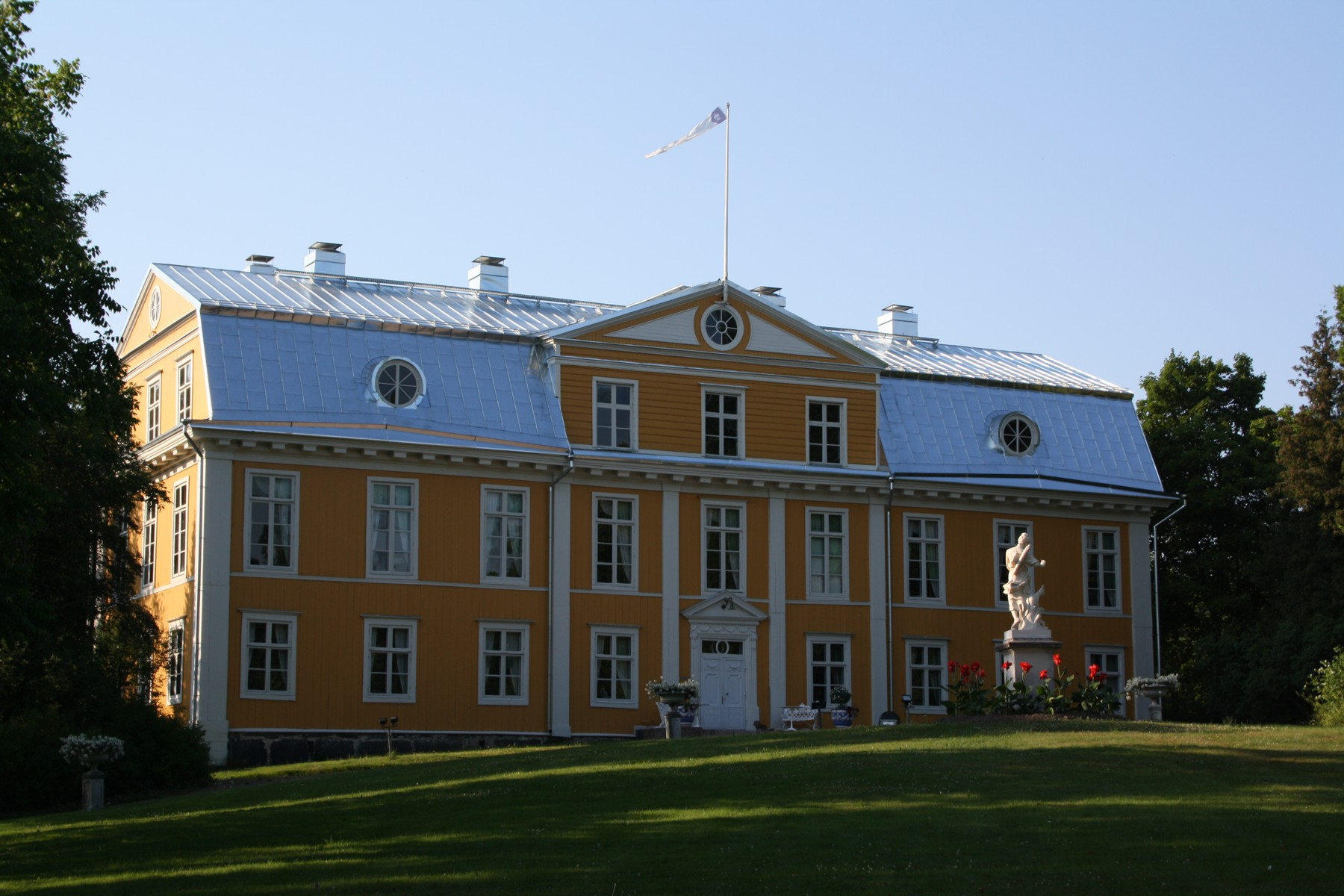
穆斯蒂奥庄园主建筑

穆斯蒂奥庄园（芬蘭語： 或 ）是位于芬兰拉塞博里市穆斯蒂奥聚居点的庄园。庄园里的现有建筑物由芒努斯·林德（Magnus Linder）建于1783至1792年间。林德家族在庄园里住了两个世纪。庄园建筑里德装饰风格为古斯塔夫风格。庄园本身早在17世纪就在该地区建立，但原有的老房子在现今的主建筑完工后就已拆除。庄园的四周有宽阔的园林和老铸铁工厂。现今庄园以旅馆和博物馆的形式运作。由现在的庄园拥有者翻新装修过。
庄园附近有原工厂堂区的穆斯蒂奥教堂。